# Affonso Beato
Affonso Enriques Ferreira Beato (Rio de Janeiro, 13 luglio 1941) è un direttore della fotografia brasiliano naturalizzato statunitense, attivo a livello internazionale sia in ambito cinematografico, che pubblicitario e musicale.

## Biografia
Affonso Beato si forma professionalmente negli anni sessanta, occupandosi della fotografia di classici della nouvelle vague brasiliana, quali Antonio das Mortes di Glauber Rocha e O Bravo Guerreiro di Gustavo Dahl e rappresentando «l'anima fiammeggiante della fotografia del Cinema Novo brasiliano».
All'inizio degli anni settanta si trasferisce negli Stati Uniti dove, oltre a dedicarsi con successo alla pubblicità e ai video musicali, lavora nell'ambito del cinema indipendente. Il film Nell'eccitante attesa dell'accoppiamento armonico (1974) segna l'inizio di una lunga collaborazione con il regista Jim McBride, con il quale approda alle produzioni hollywoodiane, con il giallorosa The Big Easy (1986) e il biopic musicale Great Balls of Fire! - Vampate di fuoco (1989), dalla fotografia «barocca, fatta di tinte eccessive [...] figlie del gusto del videoclip anni Ottanta».
Raggiunge la consacrazione internazionale nel corso degli anni novanta, quando gira centinaia di spot pubblicitari e video musicali in America e in Europa. Al cinema, offre le sue prove migliori in film realizzati in patria, quali Mil e Uma (1994) di Susana de Moraes e Orfeu (1999) di Carlos Diegues, e accanto al regista spagnolo Pedro Almodóvar, insieme al quale realizza tre mélo dalla «straziante passionalità figurativa»: Il fiore del mio segreto (1995), Carne trémula (1997) e soprattutto Tutto su mia madre (Todo sobre mi madre) (1999), che gli vale la candidatura al Premio Goya per la miglior fotografia.
Negli anni duemila continua a lavorare indifferentemente per cineasti connazionali, come Bruno Barreto (Una hostess tra le nuvole del 2003) e Walter Salles (alla sua prima esperienza hollywoodiana con il remake horror Dark Water del 2005), statunitensi o europei, come i britannici Stephen Frears (The Queen - La regina del 2006) e Mike Newell (L'amore ai tempi del colera del 2007).

## Filmografia

### Cinema
- O Circo, regia di Arnaldo Jabor - cortometraggio (1965)
- Heitor dos Prazeres, regia di Antonio Carlos da Fontoura - cortometraggio (1966)
- Lima Barreto - Trajetória, regia di Júlio Bressane - cortometraggio (1966)
- Heitor dos Prazeres, regia di Antonio Carlos da Fontoura (1966)
- Cara a Cara, regia di Júlio Bressane (1967)
- Copacabana Me Engana, regia di Antonio Carlos da Fontoura (1968)
- Brasil Verdade, episodio Memórias do Cangaço, regia di Paulo Gil Soares (1968)
- Viagem ao Fim do Mundo, regia di Fernando Campos (1968)
- Máscara da Traição, regia di Roberto Pires (1969)
- O Bravo Guerreiro, regia di Gustavo Dahl (1969)
- Antonio das Mortes, regia di Glauber Rocha (1969)
- Pindorama, regia di Arnaldo Jabor (1970)
- Le maître du temps, regia di Jean-Daniel Pollet (1970)
- O Capitão Bandeira Contra o Dr. Moura Brasil, regia di Antônio Calmon (1971)
- Herança do Nordeste, regia di Sérgio Muniz, Geraldo Sarno e (1972)
- La tierra prometida, regia di Miguel Littín (1973)
- Nell'eccitante attesa dell'accoppiamento armonico (Hot Times), regia di Jim McBride (1974)
- Destino manifiesto, regia di José García (1977)
- The Boss' Son, regia di Bobby Roth (1978)
- Terra dos Índios, regia di Zelito Viana (1979)
- Incontri particolari (Circle of Power), regia di Bobby Roth (1981)
- Documenteur, regia di Agnès Varda (1981)
- Routes of Exile: A Moroccan Jewish Odyssey, regia di Gene Rosow (1982)
- Los dos Mundos de Angelita, regia di Jane Morrison (1983)
- Para Viver Um Grande Amor, regia di Miguel Faria Jr. (1984)
- Tropclip, regia di Luiz Fernando Goulart (1985)
- Além da Paixão, regia di Bruno Barreto (1986)
- The Big Easy, regia di Jim McBride (1986)
- Great Balls of Fire! - Vampate di fuoco (Great Balls of Fire!), regia di Jim McBride (1989)
- Mille modi per nascondere un cadavere (Enid Is Sleeping), regia di Maurice Phillips (1990)
- Mil e Uma, regia di Susana de Moraes (1994)
- Scacco matto (Uncovered), regia di Jim McBride (1995)
- Il fiore del mio segreto (La flor de mi secreto), regia di Pedro Almodóvar (1995)
- Cinco Dias, Cinco Noites, regia di José Fonseca e Costa (1996)
- The Informant, regia di Jim McBride (1997)
- Carne trémula, regia di Pedro Almodóvar (1997)
- Traição, regia di José Henrique Fonseca, Arthur Fontes e Cláudio Torres (1998)
- Tutto su mia madre (Todo sobre mi madre), regia di Pedro Almodóvar (1999)
- Orfeu, regia di Carlos Diegues (1999)
- Price of Glory, regia di Carlos Ávila (2000)
- Ghost World, regia di Terry Zwigoff (2001)
- Dot the I - Passione fatale (Dot the I), regia di Matthew Parkhill (2003)
- Deus É Brasileiro, regia di Carlos Diegues (2003)
- Una hostess tra le nuvole (View from the Top), regia di Bruno Barreto (2003)
- The Fighting Temptations, regia di Jonathan Lynn (2003)
- Dark Water, regia di Walter Salles (2005)
- The Queen - La regina (The Queen), regia di Stephen Frears (2006)
- L'amore ai tempi del colera (Love in the Time of Cholera), regia di Mike Newell (2007)
- Come un uragano (Nights in Rodanthe), regia di George C. Wolfe (2008)

### Televisione
- Supergirl - Das Mädchen von den Sternen, regia di Rudolf Thome - film TV (1971)
- Blood Ties - Legami di sangue (Blood Ties), regia di Jim McBride - film TV (1991)
- Marisa Monte: Mais, regia di Lula Buarque de Hollanda e Arthur Fontes - film TV (1991)
- L'uomo sbagliato (The Wrong Man), regia di Jim McBride - film TV (1993)
- Pronto, regia di Jim McBride - film TV (1997)
- Fino a mezzanotte (Dead by Midnight), regia di Jim McBride - film TV (1997)
- Plainsong, regia di Richard Pearce - film TV (2004)
- Cinema Verite, regia di Shari Springer Berman e Robert Pulcini - film TV (2011)